# Abdul Waheed Khan
Abdul Waheed Khan (ur. 30 listopada 1936 w Rajpur, zm. 21 lutego 2022 w Karaczi) – pakistański hokeista na trawie, mistrz olimpijski.
Grał jako napastnik. Brał udział w XVII Letnich Igrzyskach Olimpijskich Rzym 1960, podczas których zdobył złoty medal. Wystąpił łącznie w sześciu spotkaniach, zdobywając cztery bramki.
W latach 1960–1966 rozegrał w drużynie narodowej 56 spotkań, strzelając 52 bramki. Zdobył medale igrzysk azjatyckich: złoto w 1962 roku oraz srebro w 1966 roku.